# Notylia parvilabia
Notylia parvilabia är en orkidéart som beskrevs av Charles Schweinfurth. Notylia parvilabia ingår i släktet Notylia och familjen orkidéer. Inga underarter finns listade i Catalogue of Life.